# Scena Faktu
Scena Faktu − cykl przedstawień telewizyjnych realizowanych przez Teatr Telewizji (Telewizja Polska) w latach 2006–2011, których tematyka dotyczyła historii Polski.
Scenariusze powstawały na podstawie dokumentów i relacji świadków. Przedstawienia Sceny Faktu utrzymywane są w konwencji teatru faktu.

## Historia
Spektakle z gatunku zbliżonego do teatru faktu powstawały w Telewizji Polskiej w latach 60. i 70. XX wieku (Epilog norymberski w reż. Jerzego Antczaka, premiera 7 maja 1971; Poczdam 1945, reż. Roman Wionczek, zrealizowany w 1972). W latach 1976–1981 powstały takie spektakle jak: Konstytucja 3 Maja Grzegorza Królikiewicza, Proces Rudolfa Hessa (1980), Cesarz na podstawie książki Ryszarda Kapuścińskiego (1981), Zdążyć przed Panem Bogiem na podstawie książki Hanny Krall (1981). Pierwszym spektaklem serii Sceny Faktu była zrealizowana w 2006 Norymberga.
W 2007 jury VII Festiwalu Teatru Polskiego Radia i Teatru Telewizji Polskiej „Dwa Teatry” nagrodziło spektakl Norymberga w reżyserii Waldemara Krzystka. Nagrodzeni zostali: Wojciech Tomczyk za scenariusz, Waldemar Krzystek za reżyserię, Janusz Gajos za rolę pułkownika, Dominika Ostałowska za rolę Hanki oraz Halina Łabonarska za rolę żony. Nagrodę za muzykę otrzymał również Paweł Szymański (Inka 1946).
W 2008 przedstawienie Stygmatyczka w reżyserii Wojciecha Nowaka z Kingą Preis w roli głównej otrzymało Grand Prix oraz dwie inne nagrody VIII Festiwalu Teatru Polskiego Radia i Teatru Telewizji Polskiej „Dwa Teatry”.
W 2009 na tym samym festiwalu nagrodzono spektakl Golgota Wrocławska w reżyserii Jana Komasy. Nagrodami uhonorowano: Piotra Kokocińskiego i Krzysztofa Szwagrzyka za scenariusz, Adama Ferency, Piotra Głowackiego i Adama Woronowicza za grę aktorską, Grzegorza Piątkowskiego za scenografię, Michała Jacaszka za muzykę, Radosława Ładczuka za zdjęcia oraz Bartosza Pietrasa za montaż. Spektakl otrzymał też nagrodę honorową im. Krzysztofa Zaleskiego.
W 2010 Operacja Reszka Ewy Pytki została nominowana do History Makers Awards w Nowym Jorku. Spektakl ten otrzymał nagrodę specjalną History Makers Awards 2011. Na Krajowym Festiwal Teatru Polskiego Radia i Teatru TV „Dwa Teatry” w Sopocie tego samego roku Jakub Kapsa otrzymał nagrodę za muzykę do spektaklu Gry operacyjne.
W 2011 roku, w ramach konkursu Prix Italia, spektakl Czarnobyl. Cztery dni w kwietniu otrzymał  Specjalną Nagrodę Jury Studenckiego w kategorii „Dramat telewizyjny: telewizyjne filmy i miniseriale”.
Niektóre spektakle były dodawane na płytach DVD jako dodatek do Biuletynu Instytutu Pamięci Narodowej. Spektakle na płytach DVD wydała również Telewizja Polska w serii „Teatr TV Scena Faktu”.

## Przedstawienia Sceny Faktu
| Premiera             | Tytuł spektaklu                    | Autor scenariusza                            | Reżyseria                                                       | Obsada |
| -------------------- | ---------------------------------- | -------------------------------------------- | --------------------------------------------------------------- | --- |
| 15 maja 2006         | Śmierć rotmistrza Pileckiego       | Ryszard Bugajski                             | Ryszard Bugajski                                                | Marek Probosz, Marek Kalita, Andrzej Niemirski, Jacek Rozenek, Gabriela Muskała |
| 11 grudnia 2006      | Norymberga                         | Wojciech Tomczyk                             | Waldemar Krzystek                                               | Janusz Gajos, Dominika Ostałowska, Halina Łabonarska |
| 22 stycznia 2007     | Inka 1946                          | Wojciech Tomczyk                             | Natalia Koryncka-Gruz, Maria Skąpska                            | Karolina Kominek-Skuratowicz, Michał Kowalski, Kinga Preis, Lech Mackiewicz, Jacek Lenartowicz |
| 26 lutego 2007       | Góra Góry                          | Marek Miller, Piotr Wojciechowski            | Paweł Woldan, Monika Górska                                     | Krzysztof Globisz, Anna Cieślak, Rafał Maćkowiak, Dorota Segda, Paweł Orkisz |
| 19 marca 2007        | Słowo honoru                       | Krzysztof Zaleski, Paweł Wieczorkiewicz      | Krzysztof Zaleski                                               | Maria Pakulnis, Anna Grycewicz, Katarzyna Herman, Janusz R. Nowicki, Piotr Adamczyk, Robert Gonera |
| 16 kwietnia 2007     | Rozmowy z katem                    | Tadeusz Nyczek, Kazimierz Moczarski          | Maciej Englert                                                  | Andrzej Zieliński, Piotr Fronczewski, Zbigniew Suszyński, Sławomir Orzechowski, Marek Kasprzyk, Danuta Szaflarska                                                                                           |
| 3 września 2007      | Pierwszy września                  | Wojciech Bieńko                              | Krzysztof Lang                                                  | Maria Pakulnis, Daniel Olbrychski, Maciej Zakościelny, Elżbieta Jarosik, Agnieszka Judycka, Cezary Łukaszewicz                                                                                              |
| 29 października 2007 | Afera mięsna                       | Robert Meller, Janusz Dymek                  | Janusz Dymek, Jacek Raginis-Królikiewicz                        | Andrzej Franczyk, Marek Lewandowski, Andrzej Konopka, Bogdan Kalus, Maciej Szary, Dariusz Toczek |
| 10 grudnia 2007      | Oskarżeni. Śmierć sierżanta Karosa | Stanisław Kuźnik                             | Stanisław Kuźnik                                                | Jakub Wieczorek, Radosław Pazura, Grzegorz Damięcki, Antoni Pawlicki, Olga Sarzyńska, Maria Niklińska |
| 28 stycznia 2008     | Kryptonim Gracz                    | Agnieszka Lipiec-Wróblewska                  | Agnieszka Lipiec-Wróblewska, Dorota Ignatjew                    | Zbigniew Zamachowski, Dominika Ostałowska, Daniel Olbrychski, Robert Więckiewicz, Andrzej Chyra, Krzysztof Kolberger                                                                                        |
| 25 lutego 2008       | Sprawa Emila B.                    | Małgorzata Imielska                          | Małgorzata Imielska                                             | Maria Ciunelis, Piotr Grabowski, Krzysztof Piątkowski, Olgierd Łukaszewicz, Robert Gonera |
| 17 marca 2008        | Stygmatyczka                       | Grzegorz Łoszewski                           | Wojciech Nowak                                                  | Kinga Preis, Andrzej Hudziak, Agnieszka Mandat, Joanna Węgrzynowska, Marta Chodorowska |
| 21 kwietnia 2008     | Willa szczęścia                    | Jacek Gąsiorowski                            | Jacek Gąsiorowski                                               | Marcin Perchuć, Szymon Bobrowski, Magdalena Różczka, Sławomir Orzechowski, Marcin Bosak |
| 19 maja 2008         | Pseudonim Anoda                    | Paweł Mossakowski                            | Mariusz Malec                                                   | Łukasz Dziemidok, Jan Englert, Grażyna Barszczewska, Joanna Sydor, Jacek Braciak |
| 1 września 2008      | Doktor Halina                      | Grażyna Trela, Marcin Wrona                  | Marcin Wrona, Wiktor Kośla                                      | Joanna Kulig, Maja Barełkowska, Andrzej Franczyk, Arkadiusz Janiczek, Jerzy Matula |
| 6 października 2008  | Złodziej w sutannie                | Paweł Woldan                                 | Paweł Woldan                                                    | Artur Żmijewski, Tomasz Kot, Jacek Braciak, Agata Buzek, Maria Peszek, Olgierd Łukaszewicz, Marian Opania, Henryk Talar                                                                                     |
| 3 listopada 2008     | Golgota Wrocławska                 | Piotr Kokociński, Krzysztof Szwagrzyk        | Jan Komasa, Julia Popkiewicz                                    | Adam Ferency, Katarzyna Maciąg, Marcin Czarnik, Kinga Preis, Adam Woronowicz, Piotr Głowacki |
| 8 grudnia 2008       | Mord założycielski                 | Jacek Raginis-Królikiewicz, Maciej Pisuk     | Jacek Raginis-Królikiewicz, Alicja Tołwińska, Łukasz Wiśniewski | Michał Anioł, Mariusz Bonaszewski, Andrzej Konopka, Maria Ciunelis, Wojciech Solarz |
| 26 stycznia 2009     | Tajny współpracownik               | Cezary Harasimowicz                          | Krzysztof Lang, Wawrzyniec Kostrzewski                          | Mateusz Banasiuk, Cezary Żak, Piotr Grabowski, Jakub Snochowski, Tomasz Borkowski, Anna Tomaszewska |
| 23 marca 2009        | O prawo głosu                      | Robert Miękus, Janusz Petelski               | Janusz Petelski, Magdalena Szwarcbart, Marzena Wardzyk          | Adam Ferency, Olgierd Łukaszewicz, Marian Opania, Maciej Kozłowski, Ryszard Filipski, Bożena Stachura |
| 27 kwietnia 2009     | Prezent dla towarzysza Edwarda G.  | Janusz Dymek, Jacek Raginis-Królikiewicz     | Janusz Dymek, Danuta Szczęsnowicz-Malipan, Sławomir Małyszko    | Szymon Bobrowski, Maciej Orłoś, Mirosław Baka, Tadeusz Bradecki, Andrzej Lipski, Joachim Lamża |
| 26 października 2009 | Gry operacyjne                     | Agnieszka Lipiec-Wróblewska                  | Agnieszka Lipiec-Wróblewska                                     | Magdalena Cielecka, Konrad Imiela, Krzysztof Gosztyła, Wojciech Zieliński, Maria Seweryn, Henryk Talar, Jacek Braciak                                                                                       |
| 11 stycznia 2010     | Prymas w Komańczy                  | Stefan Wyszyński, Paweł Woldan               | Paweł Woldan                                                    | Olgierd Łukaszewicz, Magdalena Różczka, Anna Cieślak, Dorota Pomykała, Dominika Kluźniak, Józef Fryźlewicz, Henryk Talar, Artur Barciś, Krzysztof Globisz                                                   |
| 15 marca 2010        | Operacja Reszka                    | Włodzimierz Kuligowski                       | Ewa Pytka                                                       | Jan Wieczorkowski, Maciej Zakościelny, Zbigniew Lesień, Zdzisław Wardejn, Krzysztof Banaszyk, Maciej Kozłowski, Grażyna Barszczewska, Wiesława Mazurkiewicz, Tamara Arciuch, Krzysztof Globisz, Paweł Deląg |
| 7 czerwca 2010       | Wierność                           | Paweł Woldan, Janusz Kotański                | Paweł Woldan                                                    | Anna Grycewicz, Wojciech Solarz, Mariusz Kiljan, Dorota Pomykała, Łukasz Simlat, Łukasz Lewandowski, Wiesław Komasa, Tadeusz Chudecki, Witold Dębicki, Paweł Nowisz, Krzysztof Globisz                      |
| 18 kwietnia 2011     | Czarnobyl. Cztery dni w kwietniu   | Janusz Dymek, Sławomir Popowski i Igor Sawin | Janusz Dymek                                                    | Zbigniew Zamachowski, Anna Radwan-Gancarczyk, Marek Włodarczyk, Monika Krzywkowska, Cezary Morawski, Leszek Lichota, Urszula Grabowska, Ewa Kania                                                           |